# 捕風漢子
《捕風漢子》，是由万梓良主演的电影，1988年4月21日上映，本片是影壇巨星周星馳的首部電影。

## 劇情
程晖和自己丈夫婚姻生活平凡。高亦鸣意外得到程晖的日记，就对日记的主人感兴趣，交流的过程加深二人的感情。此时高亦鸣抓过的一位罪犯来报仇，杀死了他的搭档阿星，且抓走程晖，高亦鸣就赶紧去救人，与罪犯搏斗最后为救程晖受重伤。

## 演员
| 演員   | 角色名稱 | 粵語配音 |
| ------ | -------- | -------- |
| 萬梓良 | 高政     | 黃志成   |
| 李美鳳 | 程暉     |          |
| 吳家麗 |          |          |
| 成奎安 |          |          |
| 鄧浩光 |          |          |
| 周星馳 | 阿星     | 陳欣     |

## 外部連結
- 香港影庫上《捕風漢子》的資料（繁體中文）
- 開眼電影網上《捕風漢子》的資料（繁體中文）
- 时光网上《捕風漢子》的資料（简体中文）
- 豆瓣电影上《捕風漢子》的資料 （简体中文）
- 爛番茄上《捕風漢子》的資料（英文）
- 互联网电影数据库（IMDb）上《捕風漢子》的资料（英文）